# Kruis voor Verdienste in de Oorlog (Mecklenburg-Strelitz)
Het Kruis voor Verdienste in de Oorlog van het groothertogdom Mecklenburg-Strelitz (Duits: Kreuz für Auszeichnung im Kriege) werd op 10 maart 1871 door groothertog Frederik Willem van Mecklenburg-Strelitz ingesteld. Het kon aan alle onderdanen van het groothertogdom die zich in de Frans-Duitse Oorlog van 1870 verdienstelijk hadden gemaakt worden verleend.
De onderscheiding kreeg de vorm van een zilveren kruis pattée met een door een lauwerkrans omringd gestippeld medaillon met de initialen van de stichter F W. In de onderste kruisarm staat het jaartal 1871.
Op de keerzijde staat TAPFER UND TREU. Andere regerende vorsten ontvingen het kruis met de inschrift FÜR TAPFERKEIT.
Non-combattanten zoals artsen en verplegers droegen het kruis aan een rood lint met blauw-gele biezen. Dat zij hun kruis droegen aan een lint dat het spiegelbeeld was van dat van de soldaten is een Duitse traditie die in 1813 bij het IJzeren Kruis is ontstaan. Men droeg het kruis aan een lichtblauw zijden lint met geel-rode biezen op de linkerborst.
Dat een kruis voor niet-soldaten aan een lint wordt gedragen dat het spiegelbeeld is van dat van de strijders aan het front is een Duitse traditie die in 1813 bij de instelling van het IJzeren Kruis in Pruisen werd gevestigd. De vorm en de organisatie van dit Kruis voor Verdienste in de Oorlog is ook door dit IJzeren Kruis geïnspireerd. Het Strelitzer kruis heeft ook veel gemeen met het oudere Militaire Kruis van Verdienste van het naburige Groothertogdom Mecklenburg-Schwerin waar tot 1918 dezelfde dynastie, die der Wenden, regeerde. Men droeg de kruisen ook aan linten in dezelfde nationale kleuren.
In 1914 raakte ook Mecklenburg-Strelitz als deel van het Duitse Keizerrijk in de Eerste Wereldoorlog verwikkeld.
Groothertog Adolf Frederik V van Mecklenburg-Strelitz vernieuwde het Kruis voor Verdienste in de Oorlog op 11 augustus 1914. In het medaillon stonden nu zijn initialen A F en op de onderste kruisarm stond 1914. Het Kruis voor Verdienste in de Oorlog was nu als onderscheiding vergelijkbaar met het IJzeren Kruis van de Pruisen dat op dezelfde wijze werd gedragen en eveneens een IIe en een op de borst gespelde Ie Klasse had.
Op 1 januari 1915 kreeg het Kruis van Verdienste een Ie en IIe Klasse. De bestaande kruisen werden de IIe Klasse en als Ie Klasse werd een Steckkreuz voor op de linkerborst ingesteld. Op het Kruis der Ie Klasse stond het opschrift FÜR TAPFERKEIT.
De Duitse economie raakte in de loop van de Eerste Wereldoorlog in steeds grotere problemen. Er kwam een groot tekort aan materialen waaronder brons en zilver en de onderscheidingen werden steeds vaker in brons in plaats van zilver of van "oorlogsmetaal" uitgevoerd. Het kan daarbij bij de kruisen van Mecklenburg-Strelitz gaan om witmetaal waarin aluminium en zink is vermengd, om koper en om zink.
Het Kruis voor Verdienste in de Oorlog was een vrij exclusieve onderscheiding, ook al omdat men het kruis aan het lint van de Huisorde van de Wendische Kroon droeg. Het kruis aan het oorlogslint werd aan soldaten, onderofficieren en officieren uitgereikt. De kruisen voor dames waren vaak voor vooraanstaande en adellijke personen bestemd. In de streng in klassen en standen verdeelde Duitse maatschappij werden de mindere personen met het Adolf-Friedrich Kruis gedecoreerd. Ook hierin volgde Mecklenburg-Strelitz het voorbeeld van Mecklenburg-Schwerin en het Friedrich-Franz Kruis.
Toen men in 1924 de laatste voordrachten had behandeld waren er 8.131 kruisen in beide graden uitgereikt. Van het IJzeren Kruis werden in diezelfde vier jaar 218 000 Kruisen der Ie Klasse en 5 000 000 kruisen der IIe Klasse verleend.

## De kruisen
- Het Kruis voor Verdienste in de Oorlog, (Duits: Kreuz für Auszeichnung im Kriege am Band) met de opdracht "FÜR TAPFERKEIT" en het groothertogelijke monogram "FW", een zilveren kruis zonder jaartal uit 1871. 1408
- Het Kruis voor Verdienste in de Oorlog met de opdracht "TAPFER UND TREU" en het groothertogelijke monogram "FW", aan het blauwe lint voor frontsoldaten. Een zilveren kruis zonder jaartal uit 1871. 1409
- Het Kruis voor Verdienste in de Oorlog met de opdracht "TAPFER UND TREU" en het groothertogelijke monogram "FW", aan het rode lint voor non-combatanten. Een zilveren kruis zonder jaartal uit 1871. Dit kruis werd aan een lint op de linkerborst gedragen. Dames droegen het kruis aan een strik op de linkerschouder. 1409
- Het Kruis voor Verdienste in de Oorlog, (Duits: Kreuz für Auszeichnung im Kriege am Band) met de opdracht "FÜR TAPFERKEIT" en het groothertogelijke monogram "FW", een zilveren kruis met het jaartal 1914. Deze kruisen bestaan ook in een goedkopere variant uit de tweede helft van de Eerste Wereldoorlog van verzilverd koper en brons. 1410/1
- Het Kruis voor Verdienste in de Oorlog Ie Klasse, (Duits: Kreuz für Auszeichnung im Kriege I. Klasse) met de opdracht "FÜR TAPFERKEIT" en het groothertogelijke monogram "FW", een zilveren steckkreuz zonder jaartal uit de tweede helft van de Eerste Wereldoorlog.
- Het Kruis voor Verdienste in de Oorlog IIe Klasse aan het lint met de opdracht "TAPFER UND TREU" en het groothertogelijke monogram "AF", aan het rode lint voor non-combattanten. Een zilveren kruis met het jaartal 1914 werd tussen 1914 en 1916 uitgereikt. In de tweede helft van de oorlog liet de regering van Mecklenburg-Strelitz een goedkopere variant van verzilverd koper en brons fabriceren.
- Het Kruis voor Verdienste in de Oorlog, (Duits: Kreuz für Auszeichnung im Kriege II. Klasse für Fürstlichkeiten) met de opdracht "FÜR TAPFERKEIT" en het groothertogelijke monogram "AF", een zilveren kruis aan lint met het jaartal 1914. Deze voor vorstelijke personen bestemde kruisen bestaan ook in een goedkopere variant van verzilverd koper en brons uit de tweede helft van de Eerste Wereldoorlog.
- Het Kruis voor Verdienste in de Oorlog Ie Klasse, (Duits: Kreuz für Auszeichnung im Kriege I. Klasse) met de opdracht "FÜR TAPFERKEIT" en het groothertogelijke monogram "FW", een zilveren steckkreuz met het jaartal 1914 werd in 1915, 1916 en 1917 met twee haken op de achterzijde aan het uniform vastgemaakt.
- Het Kruis voor Verdienste in de Oorlog Ie Klasse, (Duits: Kreuz für Auszeichnung im Kriege I. Klasse) met de opdracht "FÜR TAPFERKEIT" en het groothertogelijke monogram "FW", een steckkreuz van verzilverd koper en brons met het jaartal 1914 werd in 1917 en 1918 met twee haken op de achterzijde aan het uniform vastgemaakt.
- Het Kruis voor Verdienste in de Oorlog Ie Klasse, (Duits: Kreuz für Auszeichnung im Kriege I. Klasse) met de opdracht "FÜR TAPFERKEIT" en het groothertogelijke monogram "FW", een steckkreuz van verzilverd oorlogsmetaal met het jaartal 1914 werd in 1917 en 1918 met een schroef en een plaat aan het uniform vastgemaakt.

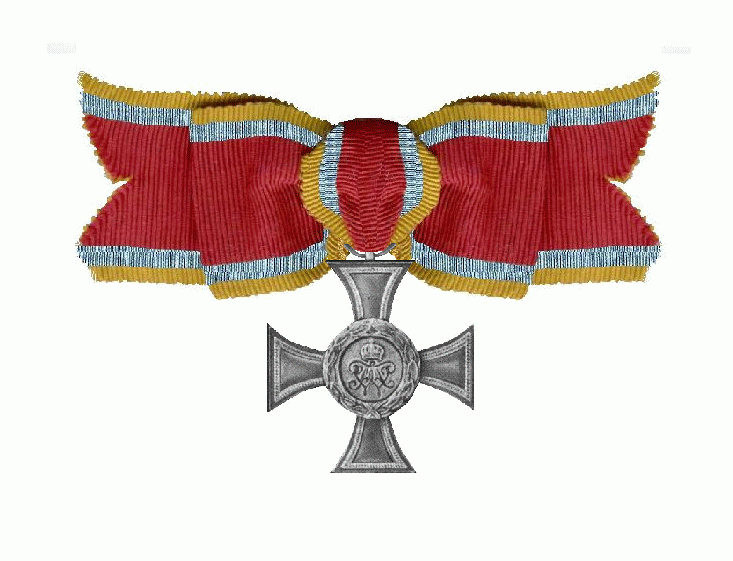
Het kruis aan een strik van het lint voor non-combattanten

Duitsland maakte een streng onderscheid tussen de gewone adel en de hoge adel die als Fürstlichkeiten met een bijzonder kruis van het Kruis voor Verdienste in de Oorlog werden gedecoreerd. De vorstenstand omvatte honderden personen die de titel "Fürst" mochten voeren. OOk gemediatiseerde graven en prinsen, alle Erlauchten, Durchlauchten en Hoheiten en hun standgenoten in Duitslands bongenoten Oostenrijk-Hongarije, Turkije en Bulgarije kwamen voor een dergelijk kruis, steeds een kruis der IIe Klasse, in aanmerking.
De beide Mecklenburgse groothertogdommen volgden de in 1813 bij het Pruisische IJzeren Kruis ontstane traditie dat non-combattanten zoals veldgeestelijken, verplegers en artsen een kruis aan een lint mochten dragen dat het spiegelbeeld van het door de frontsoldaten gedragen lint is. Stafofficieren kregen voor verdiensten in de hoofdkwartieren in bezet gebied een kruis aan het oorlogslintr terwijl de in Strelitz of Berlijn gestatoioneerde officieren daarvoor niet inb aanmerking kwamen. Ook de militaire bewakers van krijgsgevangenenkampen die ver achter het front moesten liggen ontvingen hun Kruis voor Verdienste in de Oorlog IIe Klasse aan een dergelijk lint. Zij kwamen niet voor de Ie Klasse van het voor Verdienste in de Oorlog in aanmerking. In Mecklenburgse staten koos men voor een rood lint omdat de hoofdkleur van het lint van de frontstrijders blauw was. In Mecklenburg-Schwerin werden dames al in 1864, 1868 en 1870 onderscheiden. Mecklenburg-Strelitz volgde dat voorbeeld in 1871. Vrouwen kregen het Stelitzer kruis pas in de tweede helft van de Eerste Wereldoorlog waarbij hun kruisen afweken door het motto "TAPFER UND TREU". De kruisen waren even groot. Voor non-combattanten en vrouwen was er geen mogelijkheid om de Ie Klasse van het Mecklenburg-Strelitzer Kruis voor Verdienste in de Oorlog te verwerven. Ook daarin stelden de beide Mecklenburgse groothertogen dezelfde grens binnen hun decoratiebeleid.

De opvolgingscrisis na de zelfdoding van de regerende groothertog in het voorjaar van 1918 heeft geen gevolgen gehad voor de kruisen voor Verdienste in de Oorlog.
- Het Kruis voor Verdienste in de Oorlog voor Vrouwen, (Duits: Kreuz für Auszeichnung im Kriege für Frauen) met de opdracht "TAPFER UND TREU" en het groothertogelijke monogram "AF", een zilveren kruis aan een strik van rood lint met geel en blauwe biesen met het jaartal 1914 werd in 1915 en 1917 uitgereikt.
- Het Kruis voor Verdienste in de Oorlog voor Vrouwen, (Duits: Kreuz für Auszeichnung im Kriege für Frauen) met de opdracht "TAPFER UND TREU" en het groothertogelijke monogram "AF", een verzilverd kruis van wit metaal, een legering met aluminium, aan een strik van rood lint met geel en blauwe biesen met het jaartal 1914 werd in 1917 en 1918 uitgereikt[2].